# Samuel Alschuler
Samuel Alschuler (* 20. November 1859 in Chicago, Illinois; † 9. November 1939 ebenda) war ein US-amerikanischer Jurist und Politiker. Nach seiner Berufung durch Präsident Woodrow Wilson fungierte er von 1916 bis 1936 als Bundesrichter.

## Leben
Nach dem Schulbesuch ließ sich Samuel Alschuler in den Rechtswissenschaften ausbilden. Er wurde 1881 als Anwalt zugelassen und begann daraufhin in Aurora als Jurist zu praktizieren. Im Jahr 1901 zog er mit seiner Praxis in seine Geburtsstadt Illinois um. Zwischen 1896 und 1900 saß er als demokratischer Abgeordneter im Repräsentantenhaus von Illinois.
Am 16. August 1915 wurde Alschuler durch Präsident Wilson als Nachfolger des zurückgetretenen Peter Stenger Grosscup zum Richter am Bundesberufungsgericht für den siebten Gerichtskreis ernannt, der die Bundesstaaten Illinois, Indiana und Wisconsin umfasst. Da sich der Kongress in der Sitzungspause befand, wurde dafür ein Recess Appointment genutzt. Die formale Nominierung erfolgte am 7. Januar 1916, woraufhin der Senat der Vereinigten Staaten Alschulers Ernennung elf Tage später bestätigte. Er übte sein Richteramt bis zum 15. Mai 1936 aus, als er in den Senior Status wechselte und damit faktisch in den Ruhestand ging. Sein Nachfolger wurde Walter Emanuel Treanor.